# Philip H. Dybvig
Philip Hallen Dybvig (Gainesville, 22 maggio 1955) è un economista statunitense, vincitore del premio Nobel per l'economia nel 2022 assieme a Ben Bernanke e Douglas Diamond («le loro scoperte hanno migliorato il modo in cui la società affronta le crisi finanziarie»).
Professore di Banca e Finanza presso la Olin Business School della Washington University di St. Louis, è specializzato in asset pricing, servizi bancari, investimenti e corporate governance. In precedenza è stato professore alla Yale University e assistente professore alla Princeton University.

## Carriera
Nato nel maggio 1955 a Gainesville, in Florida, Dybvig si è laureato in economia nel 1976 alla Indiana University Bloomington e ha poi ottenuto il dottorato nel 1979 all'università di Yale. È stato presidente della Western Finance Association dal 2002 al 2003 e direttore dell'Institute of Financial Studies presso la Southwestern University of Finance and Economics  (Chengdu, RPC) dal 2010 al 2021. È stato collaboratore di numerose riviste, compreso il Journal of Economic Theory, Finance and Stochastics, Journal of Finance, Journal of Financial Intermediation, Journal of Financial and Quantitative Analysis e Review of Financial Studies.
Dybvig è noto per il suo lavoro con Douglas Diamond sul modello Diamond-Dybvig delle corse agli sportelli nelle crisi finanziarie.  Dybvig e Diamond scrissero “Bank Runs, Deposit Insurance, and Liquidity” nel 1983, in cui introdussero per la prima volta il loro modello matematico che descrive la vulnerabilità delle banche durante le crisi finanziarie.